# Ecosia
A Ecosia é um mecanismo de busca da Web online, que doa pelo menos 80% de sua receita excedente a organizações sem fins lucrativos que se concentram em reflorestamento e conservacionismo. Com sede física em Berlim, na Alemanha, a Ecosia considera-se um negócio social, é neutra em relação ao dióxido de carbono (CO2), afirma apoiar a total transparência financeira, protege a privacidade de seus usuários, e é certificada pela B-Lab como uma corporação beneficente.
O site mantém um contador de árvores plantadas. De acordo com a Ecosia, 81,1 milhões de árvores foram plantadas com o seu apoio, a partir de janeiro de 2020.

## Mecanismo de busca
O mecanismo de busca em seu lançamento originalmente oferecia uma combinação de resultados providos pelo Yahoo!, Bing e Wikipédia. Anúncios eram entregues pelo Yahoo!, como parte de um acordo de partilha de receitas com a Ecosia. O mecanismo de pesquisa também costumava fornecer pesquisas no Google, o que não gerava receita para a Ecosia.
O Microsoft Bing agora fornece à Ecosia seus resultados de pesquisa. O navegador atualmente está disponível como na Web ou aplicativo mobile em dispositivos Android e iOS. Sua renda provém dos anúncios exibidos ao lado dos seus resultados de pesquisa. Segundo a Ecosia, cada pesquisa no buscador arrecada aproximadamente meio centavo de euro (0,005 EUR).

## Modelo de negócios

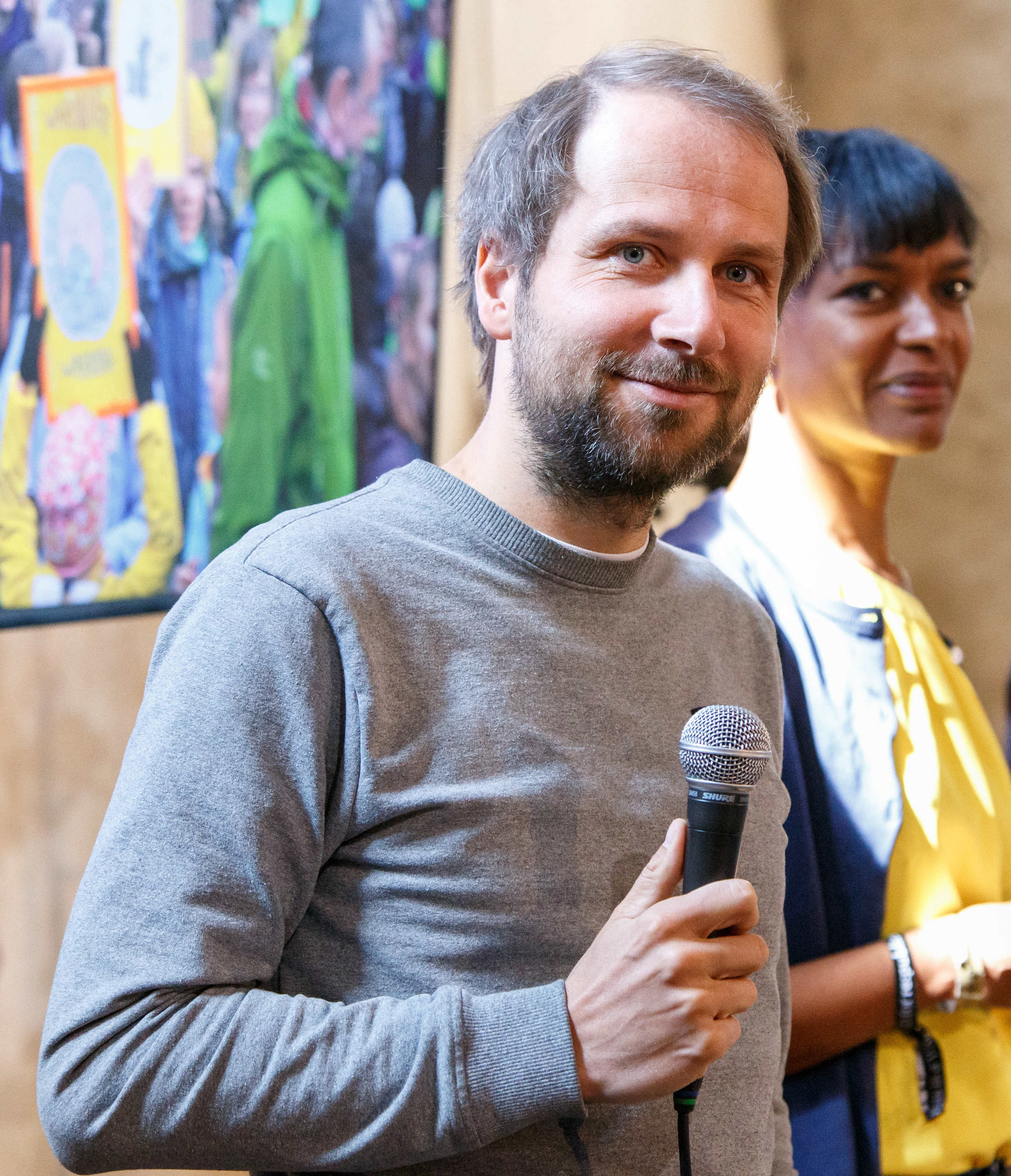
Christian Kroll, fundador da Ecosia.

A Ecosia usa 80% de seus lucros de receita de publicidade para apoiar projetos de reflorestamento. Em outubro de 2018, o fundador Christian Kroll anunciou que entregou parte de suas ações para a Purpose Foundation. Como resultado, o co-proprietário da Ecosia, Tim Schumacher, desistiu do seu direito de vender a empresa ou de tirar qualquer lucro dela. O modelo de negócios da Ecosia foi descrito como um questionamento do que empresas podem e deveriam fazer no século XXI, e Kroll afirmou que "todas as empresas deveriam ter a obrigação de fazer negócios e ações positivas para o planeta e todas as pessoas, e serem lucrativas ao mesmo tempo".

## História
A Ecosia foi lançada pela primeira vez em 7 de dezembro de 2009, para coincidir com as negociações climáticas da ONU em Copenhague.  Ao longo do tempo, o buscador apoiou vários programas de plantação de árvores. Até dezembro de 2010, os fundos da Ecosia foram para um programa da WWF Alemanha, que protegia o Parque Nacional do Juruena, na bacia amazônica. Para proteger esta área, os organizadores elaboraram e financiaram planos com companhias madeireiras e as comunidades locais.

Logomarca utilizada até junho de 2022.

Em 2011, o mecanismo de busca havia arrecadado mais de 250 mil euros. Em 2013, cerca de 200 mil pessoas estavam usando Ecosia, e 116 mil mudas foram financiadas pelas doações da Ecosia.
De julho de 2013 a setembro de 2014, a Ecosia doou para o programa Plantar um Bilhão de Árvores, dirigido pela The Nature Conservancy, cujo objetivo era restaurar a Mata Atlântica brasileira, plantando um milhão de árvores nativas até 2015.
Em 2014, a Ecosia começou a financiar o reflorestamento em Burkina Faso como parte do projeto da Grande Muralha Verde, que visa prevenir a desertificação no continente africano.
De acordo com a B-Labs, em janeiro de 2015, "Ao doar 80% de sua receita publicitária, o mecanismo de busca levantou mais de US$ 1,5 milhão para proteção de florestas tropicais desde sua fundação em dezembro de 2009". Segundo a Ecosia, até 2015, o mecanismo de busca tinha quase 2,5 milhões de usuários ativos, e havia plantado mais de 2 milhões de árvores.
Em maio de 2015, a Ecosia foi selecionada para o The Europas, o Prêmio Europeu de Startups de Tecnologia, sob a categoria Melhor Startup Europeia para a Melhoria da Sociedade.
A partir de abril de 2016, a Ecosia passou a estar no top 2 start-up da Alemanha no StartupRanking. Em julho de 2017, contava com 5,5 milhões de usuários ativos e 10 milhões de árvores plantadas. Em janeiro de 2018, eram 20 milhões de árvores plantadas. Em outubro de 2018, alcançou 7 milhões de usuários ativos por mês, com a Alexa classificando a Ecosia como o 127º maior site da Alemanha. Em 20 de dezembro de 2018, a organização atingiu 45 milhões de árvores plantadas.
A partir de janeiro de 2020, o buscador se encontrava com mais de 15 milhões de usuários e mais de 80 milhões de árvores plantadas.
Em abril de 2022, a Ecosia anunciou uma parceria com a Niantic, desenvolvedora dos jogos mobile Pokémon GO, Pikmin Bloom e Ingress, assumindo o compromisso de plantar uma árvore para cada jogador que andasse 5 quilômetros utilizando algum dos três jogos durante um evento mensal ocorrido neles, até o mês de julho. O anúncio foi feito como forma de celebrar o Dia da Terra, e a Niantic também se comprometeu a financiar o plantio de 100 mil árvores mensalmente até julho.

## Impacto

Mapa dos países em que a Ecosia planta árvores.

A Ecosia trabalha com várias organizações, como a Eden Reflorestation Projects, a WeForest e vários parceiros locais, para plantar árvores em diversos países em todo o mundo. A Ecosia diz que eles se concentram em plantar árvores onde são mais necessárias: "hotspots de biodiversidade", que são áreas com grande número de espécies únicas, e regiões com comunidades pobres que não conseguem lidar com o plantio de árvores em larga escala por conta própria. Há múltiplos benefícios ambientais das árvores: elas absorvem dióxido de carbono e, assim, diminuem o aquecimento global; impedem a desertificação, e mantêm o solo fértil; e elas fornecem habitats seguros para os animais que habitam a floresta. Além disso, a Ecosia alega que eles apoiam as comunidades locais, criando uma renda estável para o plantio e o cuidado das árvores, fornecendo alimentos e renda para a colheita das árvores, melhorando a agricultura do solo reabastecido por árvores e, finalmente, levando à estabilidade econômica e política em países em desenvolvimento.